# Eliášova dědičná štola
Eliášova dědičná štola je odvodňovací štola u Úsilného v okrese České Budějovice v Jihočeském kraji. Sloužila k odvodňování dolů v Rudolfovském rudním revíru.

## Historie

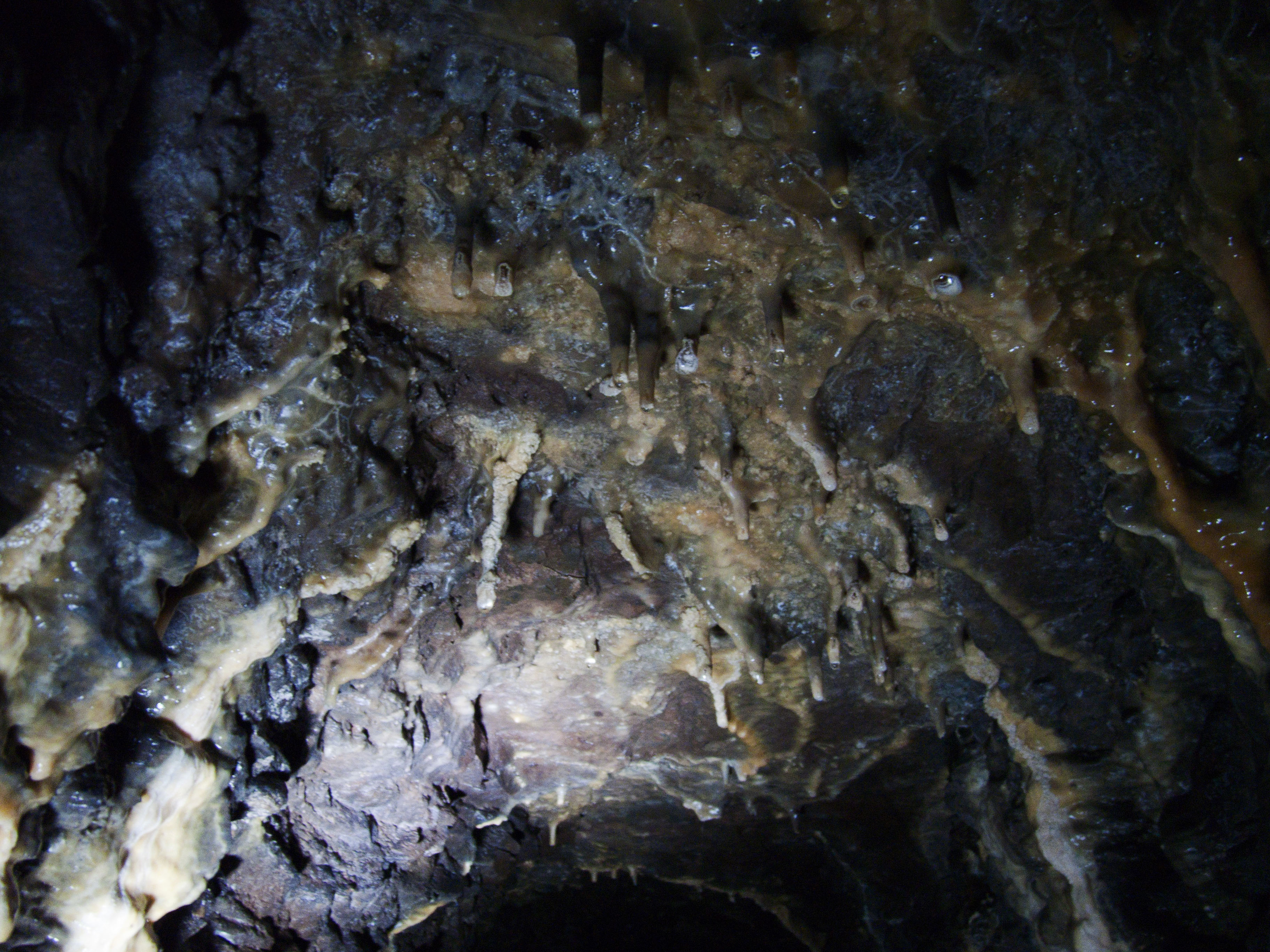
Krápníky ve štole

Štola byla navržena po zatopení hlavních rudolfovských dolů v roce 1570. S ražením štoly bylo započato na den svatého Eliáše 20. července 1574. Po šesti letech byly práce pro nedostatek finančních prostředků zastaveny, přestože byla štola z velké části hotova. Práce na štole se nepodařilo obnovit ani přes zájem Rožmberků a pánů z Hradce v roce 1584 a štola začala chátrat. V roce 1628 ražení štoly obnovili měšťané Českých Budějovic, ovšem práce byly tehdy prováděny neodborně a došlo k odchýlení od vytyčeného směru, štola se na několika místech zřítila. V roce 1725 byla štola vyčištěna a spojena se šachtou svatého Floriána, za níž byly v dalších letech kromě hlavního jihovýchodního směru raženy též dvě odbočky: Tříkrálovská odbočka na šachtu Boží vůle (v roce 1734), šachtu Třešně, šachtu Šalomoun (v roce 1763) a odbočka Panny Marie Vítězné k dolům u Libníče na šachtu Boží požehnání (v roce 1769). V roce 1859 plnila štola  svojí funkci jen částečně. Některé dobývací prostory se nacházely pod úrovní dědičné štoly a k odvodnění byla použita čerpadla.  V průběhu 19. století a počátkem dvacátého století byla odbočka Panny Marie Vítězné prodlužována až do prostoru Hůr. V roce 1910 bylo ražení další chodbice ukončeno.
Roku 1932 byla štola upravena jako zdroj pitné vody pro českobudějovický vodovod. Většina vody pocházela právě z naposledy vyražené chodbice od Hůr směrem k Libníči. Od 3. května 1958 je rudný důl Dědičná štola sv. Eliáše kulturní nemovitou památkou. Po dokončení vodárenské nádrže Římov (1978) přestala být štola k zásobování vodou využívána.

## Zpřístupnění pro veřejnost
Od roku 2009 je z původní přes tři kilometry dlouhé štoly přístupný 350 metrů dlouhý úsek mezi Úsilným a vodárenskou šachtou u silnice Hůry–Úsilné. Prodloužení této trasy je nemožné kvůli armádou provedenému zabetonování. Do štoly byl zbudován nový vstup, protože původní se nachází na soukromém pozemku. Prohlídková trasa štoly odtud pokračuje asi pět metrů pod povrch, kde pak vede po kovových chodníčcích a nízké stropy návštěvníky často nutí se výrazně sklonit. Strop štoly místy zdobí krápníková brčka a sintrové polevy. Konec úseku se nachází asi patnáct metrů pod povrchem, odkud se po schodech musí vystoupat rotundou vzhůru.